# روبرت بيتمان
روبرت بيتمان (بالإنجليزية: Robert Bateman)‏ هو كاتب أغاني ومنتج أسطوانات ومغني أمريكي، ولد في 30 أبريل 1936 في شيكاغو في الولايات المتحدة، وتوفي في 12 أكتوبر 2016 بسبب نوبة قلبية.

## وصلات خارجية
- روبرت بيتمان على موقع IMDb (الإنجليزية)
- روبرت بيتمان على موقع ميوزك برينز (الإنجليزية)
- روبرت بيتمان على موقع أول ميوزيك (الإنجليزية)
- روبرت بيتمان على موقع ديسكوغز (الإنجليزية)